# Luís Andrés García Sáez
Luis Andrés García Sáez (Camas, província de Sevilla, 10 de maig de 1954), també conegut com a Luigi, és un polític i empresari català d'origen andalús.

## Carrera política
Membre del Sindicat del Comerç de la Unió General de Treballadors, el 1973 s'afilià al PSOE i fou secretari de propaganda de la Federació Catalana del PSOE. Fou detingut per la seva activitat política en 1974 i 1975. Aquell mateix any fou acomiadat del Mercat Central del Peix, on treballava com administratiu, pel seu activisme. De 1976 a 1980 fou membre del secretariat nacional de Catalunya i secretari de documentació i estudis de la UGT.
Militant del Partit dels Socialistes de Catalunya des de la seva formació en 1978, fou elegit diputat a les eleccions al Parlament de Catalunya de 1980, 1984 i 1988. Fou membre de la Diputació Permanent del Parlament de Catalunya de 1980 a 1984 i de 1986 a 1992, i secretari segon del Parlament de Catalunya de 1988 a 1992.

## Implicació en afers de corrupció
El 1999 fou expulsat del PSC en ser acusat d'estafa, apropiació indeguda i insolvència punible quan presidia la immobiliària AGT en la que fou acusat de transferir diners de la immobiliària a societats suposadament il·legals i signar xecs al portador per 155 milions de pessetes El 2001, però, la causa fou arxivada.
Aleshores es dedicà al sector immobiliari, ocupant càrrecs a empreses de serveis que subcontractaven obres pels ajuntaments. Una de les seves empreses, Niesma, va guanyar dos milions d'euros en una requalificació urbanística de terrenys a Sant Andreu de Llavaneres entre 2003 i 2007 Es va veure implicat també en l'Operació Badalona (2002-2004), que consistia en l'adquisició a la societat pública Marina de Badalona d'un solar al costat del port esportiu i la seva posterior venda, amb una revaloració considerable. També participà en l'Operació Pallaresa a Santa Coloma de Gramenet (2001-2005), en la que va disminuir el terreny comercial i per a habitatge protegit per a dedicar-lo a habitatge lliure En total podria haver obtingut vuit milions d'euros.
El 27 d'octubre del 2009 la Guàrdia Civil va detenir-lo per presumpta implicació en un afer de corrupció (operació Pretòria) juntament amb l'alcalde de Santa Coloma de Gramenet, Bartomeu Muñoz i Calvet, i els ex-consellers de la Generalitat de Catalunya Macià Alavedra i Lluís Prenafeta. Fou condemnat a 7 anys, 1 mes i 27 dies de presó.